# Adolf Uzarski
Adolf Uzarski (né le 14 avril 1885 à Ruhrort et mort le 14 juillet 1970 à Düsseldorf) est un écrivain, peintre et artiste graphique allemand.

## Biographie
Uzarski étudie au lycée de Meiderich (de) jusqu'à Pâques 1903. À la demande de son père, l'homme d'affaires et conseiller juridique Karl Uzarski, il effectue un apprentissage ou un stage de deux ans en tant que maçon et menuisier. Après l'école des métiers du bâtiment de Cologne, il termine sa formation de maître d'œuvre. Il travaille ensuite pendant deux ans en tant que chef de chantier au sein de l'administration du bâtiment de Meiderich.
En 1906, il réalise un vœu longtemps caressé et s'inscrit à la prestigieuse école des arts appliqués de Düsseldorf (de). Uzarski suit des cours d'art du livre et de graphisme commercial avec Fritz Helmuth Ehmcke, où il rencontre Arthur Kaufmann. En 1910, il ouvre son propre studio à Düsseldorf.
En 1911, il effectue le premier de ses nombreux voyages à l'étranger en Europe du Sud et en Afrique du Nord. Uzarski est surpris par le début de la Première Guerre mondiale, lors d'un voyage d'étude à Paris. Il rentre à Düsseldorf dans l'un des derniers trains. Uzarski partage d'abord l'exubérance patriotique de nombre de ses contemporains.
Pendant la guerre, Uzarski travaille comme chef du département de publicité pour le grand magasin Tietz à Düsseldorf. Uzarski, marié depuis 1915, maintient le rythme patriotique habituel dans les agendas que le grand magasin présente à ses clients à chaque Noël. En dehors de son travail pour le grand magasin, cependant, il prend une position opposée énergique.
Dans la tourmente révolutionnaire de l'après-guerre, il fonde le 24 février 1919 avec Arthur Kaufmann et Herbert Eulenberg l'association d'artistes La Jeune Rhénanie, où il est membre du conseil d'administration et secrétaire. Uzarski, « Communiste sans livre de parti », est également membre fondateur de l'association militante de gauche fondée en 1919 et de l'association Immermann fondée fin 1918.
Uzarski réussit à susciter l'intérêt du public de Düsseldorf pour l'art moderne et expressionniste. Son ancien employeur, le propriétaire d'un grand magasin amateur d'art Leonhard Tietz, met à sa disposition en 1922 le quatrième étage de son grand magasin (aujourd'hui Kaufhof) pour sa première exposition internationale d'art dans le grand magasin Tietz. Parmi les artistes exposés figurent Archipenko, Barlach, Chagall, de Chirico, Feininger, Haeckel, Kirchner, Lehmbruck et Picasso.
Lorsque Johanna Ey dénigre ses œuvres d'art auprès de ses amis en 1923, une dispute ouverte éclate. Uzarski quitte le Jeune Rhénanie et fonde le groupe rhénan. En tant que membre du conseil d'administration de l'Association pour l'organisation d'expositions d'art (de), il a une influence sur l'organisation de la grande exposition d'art NRW de Düsseldorf (de) qui se tient régulièrement au Palais des Arts de Düsseldorf.
Uzarski mène de vives attaques en parole et en image contre les forces et les tendances antidémocratiques, antisémites et militaristes de la République de Weimar. Après la prise du pouvoir en 1933, celui que les nazis surnomment le Méphisto de Düsseldorf,  se retrouva donc dans le collimateur des nationaux-socialistes, il est renvoyé de la radio ouest-allemande. Ses demandes d'admission à la Chambre de la littérature du Reich et de la Chambre des beaux-arts du Reich sont rejetées et il est interdit de la peinture et l'écriture. Uzarski échappe d'abord au contrôle des nazis en changeant constamment de lieu de résidence ; il passe les dernières années de la guerre à Robertville, en Belgique.
Après la Seconde Guerre mondiale, Uzarski retourne à Düsseldorf. Comme beaucoup d'artistes persécutés par les nationaux-socialistes, il ne peut pas s'appuyer sur ses anciens succès. Les satires d'Uzarski ne sont pas demandées à l'époque d'Adenauer. Il ne peut publier que quelques dessins satiriques dans la revue Der Deutsche Michel. Au cours des années 1950, il est presque complètement oublié et considéré comme mort. Lorsqu'en 1967 celui que l'on croyait perdu est honoré par l'Académie des arts de Berlin avec une rétrospective de ses œuvres, Uzarski reprend le devant de la scène. En 1970, les œuvres graphiques d'Uzarski sont présentées dans le cadre de l'exposition Alte Zeiten au musée de la ville de Düsseldorf, et il est décédé quelques semaines plus tard. Sa tombe se trouve au cimetière nord de Düsseldorf.

## Travail
Les premières affiches d'Uzarki sont publiées en 1908 dans le magazine de l'association étudiante Ring, et en 1913, Uzarski commence à travailler comme artiste littéraire.
En 1914, juste après le début de la guerre, il illustre le livre pour la jeunesse, La Guerre mondiale. Dans ce volume, Uzarski dépeint la guerre comme une aventure immense et passionnante, une attitude qu'il révise rapidement ; il articule clairement ses actions désormais antimilitaristes et antimonarchistes dans le portfolio de lithographies Totentanz, publié en 1916/1917. À cette époque, il a également sa première exposition avec Arthur Kaufmann à la Galerie d'art de Düsseldorf (de)
Au début, le travail d'Uzarski s'inscrit davantage dans la tradition de l'Art nouveau, mais pendant la guerre, des éléments expressionnistes et néo-objectifs sont de plus en plus inclus dans son travail visuel, dans lequel il se rapproche de George Grosz et d'Otto Dix, ce dernier le décrivant également dans le portrait d'Adolf Ouzarski. 
En 1919, le premier des dix romans d'Uzarski est publié : Le voyage espagnol . Uzarski publie un roman presque chaque année tout au long des années 1920. Son œuvre littéraire la plus connue à ce jour est le roman Möppi - Mémoires d'un chien, publié en 1921, dans lequel le « Düsseldorfer Zille » dépeint de manière satirique un Düsseldorf d'après-guerre. Le roman connaît de nombreuses éditions et fait encore aujourd'hui partie du "folklore" de Düsseldorf.
Après 1945, Uzarski ne publie que quelques livres d'images pour enfants.

## Famille
Le père Karl Uzarski (1850-1920), homme d'affaires et conseiller juridique de Phoenix AG (de), est marié à Bertha, née Windelschmidt (1857-1938). Adolf Uzarski est le fils aîné. Ses frères sont  Julius Uzarski (né le 16 août 1888) qui devient assesseur au lycée Comenius de Düsseldorf-Oberkassel, volontaire de guerre, il est décédé en août 1915 sur le champ de bataille d'une pleurésie, et Richard Uzarski (né le 25 mai 1893) qui devient ingénieur. Il est mort dans un accident de la circulation en 1945. Usarzki se marie le 31 mars 1915 avec Frieda Schwarz (1890-1961). Le mariage est resté sans enfant.

## Travaux
- Tuti-Name, 12 Bl. Originalsteindruck 66 × 51,5 Düsseldorf 1919
- Möppi, München, 1921
- Die spanische Reise, München, 1921
- Chamäleon. Ein Heldenbuch, München, 1922
- Die Reise nach Deutschland, Potsdam, 1924
- Tun-Kwang-pipi, Potsdam, 1924
- Die Schandsäule von Ludwig M. Aufzeichnungen einer Vision, 1925
- Herr Knobloch, München, 1926
- Die Fahrten der Mariechen Stieglitz, Düsseldorf 1927
- Kurukallawalla, München, 1927
- Der Fall Uzarski, München, 1928
- Das Hotel Zum Paradies, München, 1929
- Beinahe Weltmeister, München, 1930
- Panoptikum, Berlin, 1955
- Eine nachdenkliche Geschichte in 48 Bildern, Berlin, 1984
- Lager-Schaden, Berlin, 1985